# Euroligue de basket-ball 2021-2022
Navigation
2020-2021 2022-2023
L'Euroligue de basket-ball 2021-2022 (ou Turkish Airlines Euroleague pour des raisons de sponsoring) est la 22e édition de l'Euroligue masculine et la 65e édition de la plus prestigieuse coupe des clubs européens. La compétition rassemble 18 clubs de basket-ball de la zone FIBA Europe.
Pour la cinquième fois dans l'histoire de la compétition, les 18 équipes engagées s'affrontent toutes en rencontres aller-retour à l'occasion d'une phase régulière. Les huit meilleures disputent des playoffs sous forme de 1/4 de finale au meilleur des 5 matchs suivi d'un Final Four.

## Saison régulière

### Équipes participantes
Olympiakós
Panathinaïkos
Fenerbahçe SK
Anadolu Efes SK
18 équipes disputent la saison régulière en matchs aller et retour, soit 34 matchs disputés au total. Pour rappel, ces places avaient été attribuées comme suit :
- 13 aux détenteurs de licences longue durée ;
- 2 aux finalistes de l'Eurocoupe 2021 la saison précédente ;
- 3 aux wild-cards;

Chaque ligue peut envoyer au maximum 4 clubs en Euroligue.
| Club                           | Qualification                      |
| ------------------------------ | ---------------------------------- |
| FC Barcelone                   | Licence longue durée               |
| Real Madrid                    | Licence longue durée               |
| Bitci Baskonia Vitoria-Gasteiz | Licence longue durée               |
| Olympiakós Le Pirée            | Licence longue durée               |
| Panathinaïkos OPAP Athènes     | Licence longue durée               |
| Maccabi Playtika Tel-Aviv      | Licence longue durée               |
| AX Armani Exchange Milan       | Licence longue durée               |
| Žalgiris Kaunas                | Licence longue durée               |
| CSKA Moscou                    | Licence longue durée               |
| Anadolu Efes Istanbul          | Licence longue durée               |
| Fenerbahçe Beko Istanbul       | Licence longue durée               |
| Bayern Munich                  | Licence longue durée               |
| LDLC ASVEL Villeurbanne        | Licence longue durée               |
| AS Monaco                      | Vainqueur de l'Eurocoupe 2020-2021 |
| UNICS Kazan                    | Finaliste de l'Eurocoupe 2020-2021 |
| ALBA Berlin                    | Champion de la Bundesliga          |
| Étoile rouge de Belgrade       | Vainqueur de la Ligue adriatique   |
| Zénith Saint-Pétersbourg       | Wild card                          |

### Classement
| Rang | Équipe                         | %  | J  | G  | P  | Pp   | Pc   | Diff |
| ---- | ------------------------------ | -- | -- | -- | -- | ---- | ---- | ---- |
| 1    | FC Barcelone                   | 75 | 28 | 21 | 7  | 2275 | 2101 | 174  |
| 2    | Olympiakós Le Pirée            | 68 | 28 | 19 | 9  | 2222 | 2045 | 177  |
| 3    | AX Armani Exchange Milan       | 68 | 28 | 19 | 9  | 2069 | 1992 | 77   |
| 4    | Real Madrid                    | 64 | 28 | 18 | 10 | 2181 | 2079 | 102  |
| 5    | Maccabi Playtika Tel-Aviv      | 61 | 28 | 17 | 11 | 2272 | 2209 | 63   |
| 6    | Anadolu Efes Istanbul T        | 57 | 28 | 16 | 12 | 2322 | 2221 | 101  |
| 7    | AS Monaco                      | 54 | 28 | 15 | 13 | 2311 | 2225 | 86   |
| 8    | Bayern Munich                  | 50 | 28 | 14 | 14 | 2123 | 2105 | 18   |
| 9    | Bitci Baskonia Vitoria-Gasteiz | 43 | 28 | 12 | 16 | 2116 | 2186 | -70  |
| 10   | ALBA Berlin                    | 43 | 28 | 12 | 16 | 2121 | 2239 | -118 |
| 11   | Étoile rouge de Belgrade       | 43 | 28 | 12 | 16 | 2041 | 2089 | -48  |
| 12   | Fenerbahçe Beko Istanbul       | 36 | 28 | 10 | 18 | 2051 | 2099 | -48  |
| 13   | Panathinaïkos OPAP Athènes     | 32 | 28 | 9  | 19 | 2089 | 2235 | -146 |
| 14   | LDLC ASVEL Villeurbanne        | 29 | 28 | 8  | 20 | 2036 | 2239 | -203 |
| 15   | Žalgiris Kaunas                | 29 | 28 | 8  | 20 | 2084 | 2249 | -165 |
| 16   | Zénith Saint-Pétersbourg       | -  | 0  | 0  | 0  | 0    | 0    |      |
| 17   | CSKA Moscou                    | -  | 0  | 0  | 0  | 0    | 0    |      |
| 18   | UNICS Kazan                    | -  | 0  | 0  | 0  | 0    | 0    |      |

| Légende :           |
| T : Tenant du titre |
| 0                   |

### Évolution du classement
| Journées →               | 1  | 2  | 3  | 4  | 5  | 6  | 7  | 8  | 9  | 10 | 11 | 12 | 13 | 14 | 15 | 16 | 17   | 18   | 19   | 20   | 21   | 22   | 23   | 24   | 25   | 26   | 27   | 28   | 29   | 30   | 31   | 32   | 33   | 34   | Ret. | En tête | Top 8 |
|                          |    |    |    |    |    |    |    |    |    |    |    |    |    |    |    |    |      |      |      |      |      |      |      |      |      |      |      |      |      |      |      |      |      |      |      |         |       |
| ------------------------ | -- | -- | -- | -- | -- | -- | -- | -- | -- | -- | -- | -- | -- | -- | -- | -- | ---- | ---- | ---- | ---- | ---- | ---- | ---- | ---- | ---- | ---- | ---- | ---- | ---- | ---- | ---- | ---- | ---- | ---- | ---- | ------- | ----- |
| ALBA Berlin              | 18 | 17 | 13 | 13 | 13 | 15 | 17 | 13 | 15 | 16 | 16 | 14 | 14 | 15 | 15 | 15 | 15   | 16-1 | 16-2 | 16-3 | 16-4 | 16-3 | 16-2 | 15-2 | 15-2 | 15-2 | 14-2 | 14-2 | 14-2 | 14-2 | 12-2 | 11-2 | 10-1 | 10   | 10   |         |       |
| Bayern Munich            | 11 | 14 | 16 | 16 | 14 | 14 | 10 | 12 | 14 | 13 | 12 | 12 | 11 | 9  | 10 | 12 | 13   | 11-1 | 11-2 | 11-2 | 11-2 | 11-2 | 8-1  | 10-1 | 10-1 | 10-2 | 11-3 | 11-3 | 12-4 | 12-5 | 6-3  | 8-3  | 8-1  | 8    | 8    |         | 5     |
| Real Madrid              | 3  | 8  | 6  | 4  | 3  | 2  | 4  | 4  | 3  | 2  | 2  | 2  | 2  | 2  | 2  | 2  | 2    | 2-1  | 2-2  | 2-3  | 2-3  | 1-3  | 1-2  | 1-2  | 1-2  | 2-1  | 2-1  | 2-2  | 2-1  | 2-1  | 2    | 2    | 3    | 4    | 4    | 4       | 34    |
| FC Barcelone             | 1  | 1  | 1  | 1  | 1  | 1  | 2  | 3  | 2  | 1  | 1  | 1  | 1  | 1  | 1  | 1  | 1    | 1    | 1-1  | 1-1  | 1-1  | 2-1  | 2-1  | 2-1  | 2-1  | 1-1  | 1-2  | 1-2  | 1-2  | 1-2  | 1    | 1    | 1    | 1    | 1    | 27      | 34    |
| Baskonia Vitoria-Gasteiz | 17 | 18 | 15 | 12 | 8  | 10 | 12 | 15 | 16 | 14 | 14 | 15 | 16 | 16 | 16 | 16 | 16   | 15   | 15-1 | 15-2 | 15-2 | 15-2 | 15-2 | 16-2 | 16-2 | 16-2 | 17-3 | 17-2 | 16-1 | 15-1 | 10   | 10   | 9    | 9    | 9    |         | 1     |
| AS Monaco                | 5  | 4  | 8  | 10 | 12 | 8  | 7  | 8  | 8  | 8  | 11 | 11 | 13 | 14 | 14 | 14 | 14   | 14   | 14-1 | 14-2 | 12-2 | 9-1  | 10-1 | 9-1  | 9-1  | 11-1 | 7    | 8    | 5    | 5-1  | 8    | 7    | 7    | 7    | 7    |         | 16    |
| LDLC ASVEL               | 4  | 5  | 3  | 5  | 6  | 5  | 5  | 6  | 6  | 7  | 8  | 8  | 9  | 10 | 11 | 13 | 9    | 9-1  | 9-2  | 9-3  | 10-3 | 12-2 | 13-1 | 13-1 | 13-1 | 14-1 | 15-1 | 15-2 | 15-2 | 16-2 | 13   | 13   | 14   | 14   | 14   |         | 12    |
| Olympiakós Le Pirée      | 2  | 2  | 4  | 3  | 5  | 4  | 3  | 2  | 4  | 6  | 5  | 3  | 3  | 3  | 3  | 3  | 3    | 3-1  | 3-2  | 3-2  | 3-3  | 4-3  | 6-3  | 6-3  | 6-3  | 4-3  | 4-3  | 4-3  | 4-3  | 4-2  | 3    | 3    | 2    | 2    | 2    |         | 34    |
| Panathinaïkos Athènes    | 15 | 11 | 11 | 14 | 16 | 13 | 16 | 17 | 17 | 17 | 17 | 17 | 17 | 17 | 17 | 17 | 17   | 17-1 | 17-2 | 17-2 | 17-3 | 17-3 | 17-3 | 17-3 | 17-3 | 17-3 | 16-3 | 16-2 | 17-3 | 17-3 | 14-2 | 14-2 | 13-1 | 13   | 13   |         |       |
| Maccabi Tel-Aviv         | 9  | 12 | 14 | 11 | 7  | 7  | 6  | 5  | 5  | 4  | 6  | 7  | 8  | 8  | 9  | 10 | 11   | 12   | 12-1 | 12-2 | 13-3 | 13-3 | 12-3 | 12-3 | 12-3 | 12-3 | 12-3 | 12-3 | 13-3 | 13-4 | 7-2  | 6-2  | 6-2  | 5-1  | 5    |         | 14    |
| AX Milan                 | 6  | 3  | 2  | 2  | 2  | 3  | 1  | 1  | 1  | 3  | 3  | 4  | 4  | 4  | 4  | 5  | 5-1  | 6-2  | 6-3  | 5-3  | 6-4  | 3-3  | 3-3  | 3-3  | 3-3  | 3-2  | 3-2  | 3-2  | 3-2  | 3-3  | 4-1  | 4-1  | 4    | 3    | 3    | 3       | 34    |
| Žalgiris Kaunas          | 14 | 16 | 18 | 18 | 18 | 18 | 18 | 18 | 18 | 18 | 18 | 18 | 18 | 18 | 18 | 18 | 18-1 | 18-2 | 18-3 | 18-3 | 18-4 | 18-4 | 18-4 | 18-4 | 18-4 | 18-3 | 18-3 | 18-2 | 18-2 | 18-1 | 15-1 | 15-1 | 15-1 | 15   | 15   |         |       |
| UNICS Kazan              | 10 | 13 | 10 | 15 | 17 | 16 | 11 | 14 | 11 | 9  | 7  | 6  | 7  | 6  | 5  | 4  | 6    | 5    | 5-1  | 6-2  | 7-3  | 5-3  | 7-3  | 7-2  | 7-2  | 7-2  | 8-2  | 9-3  | 9-4  | 9-5  | —    | —    | —    | —    | —    |         | 17    |
| CSKA Moscou              | 13 | 10 | 7  | 6  | 4  | 6  | 9  | 9  | 9  | 10 | 9  | 9  | 6  | 5  | 7  | 7  | 7    | 7-1  | 7-2  | 7-2  | 5-2  | 7-2  | 5-2  | 5-2  | 5-2  | 6-2  | 6-3  | 6-4  | 7-5  | 8-6  | —    | —    | —    | —    | —    |         | 22    |
| Zénith St-Pétersbourg    | 8  | 6  | 9  | 7  | 9  | 9  | 8  | 7  | 7  | 5  | 4  | 5  | 5  | 7  | 6  | 6  | 4    | 4    | 4-1  | 4-2  | 4-3  | 6-3  | 4-3  | 4-3  | 4-3  | 5-3  | 5-4  | 5-5  | 6-6  | 7-7  | —    | —    | —    | —    | —    |         | 27    |
| Étoile rouge de Belgrade | 12 | 7  | 5  | 9  | 11 | 12 | 15 | 11 | 10 | 12 | 13 | 13 | 12 | 12 | 13 | 11 | 12   | 13   | 13-1 | 13-2 | 14-3 | 14-3 | 14-3 | 14-3 | 14-3 | 13-3 | 13-3 | 13-2 | 10-1 | 10-1 | 9-1  | 9-1  | 11-1 | 11   | 11   |         | 2     |
| Fenerbahçe Istanbul      | 7  | 9  | 12 | 8  | 10 | 11 | 13 | 10 | 13 | 15 | 15 | 16 | 15 | 13 | 12 | 9  | 10   | 10-1 | 10-2 | 10-2 | 9-3  | 10-3 | 11-4 | 11-4 | 11-4 | 8-4  | 10-4 | 10-3 | 11-4 | 11-5 | 11-3 | 12-3 | 12-1 | 12-1 | 12   |         | 3     |
| Anadolu Efes Istanbul    | 16 | 15 | 17 | 17 | 15 | 17 | 14 | 16 | 12 | 11 | 10 | 10 | 10 | 11 | 8  | 8  | 8    | 8    | 8-1  | 8-2  | 8-2  | 8-2  | 9-3  | 8-2  | 8-2  | 9-2  | 9-2  | 7-2  | 8-1  | 6-1  | 5-1  | 5-1  | 5-1  | 6    | 6    |         | 17    |

En exposant rouge (-1, -2, ...), les équipes comptant un ou plusieurs matchs de retard :
1. ↑  Une rencontre de la 17e journée a été reportée[1] :
  - Žalgiris Kaunas - AX Armani Exchange Milan est reporté entre les 25e et 26e journées pour plusieurs cas de coronavirus à Milan[2].
2. ↑  Plusieurs matchs de la 18e journée sont reportés[1] :
  - AX Armani Exchange Milan - ALBA Berlin est reporté entre les 21e et 22e journées pour plusieurs cas de coronavirus à Milan[3] ;
  - Fenerbahçe Beko Istanbul - Real Madrid est reporté entre les 25e et 26e journées pour plusieurs cas de coronavirus à Madrid[4] ;
  - Olympiacos Le Pirée - CSKA Moscou est reporté entre les 30e et 31e journées pour plusieurs cas de coronavirus à l'Olympiacos[5] ;
  - LDLC ASVEL Villeurbanne - FC Bayern Munich est reporté entre les 22e et 23e journées pour plusieurs cas de coronavirus à l'ASVEL[6] ;
  - Panathinaikos OPAP Athens - Žalgiris Kaunas a été une première fois reporté entre les 22e et 23e journées pour plusieurs cas de coronavirus au Panathinaikos[7], puis une seconde fois en raison des mesures prises par le gouvernement grec[8], entre les 27e et 28e journées.
3. ↑  Tous les matchs de la 19e journée sont reportés[1],[9] :
  - Real Madrid - UNICS Kazan est reporté entre les 22e et 23e journées pour plusieurs cas de coronavirus au sein de l'UNICS Kazan[10] ;
  - LDLC ASVEL Villeurbanne - AS Monaco est reporté entre les 21e et 22e journées pour plusieurs cas de coronavirus à l'ASVEL[11] ;
  - Maccabi Tel Aviv - Bitci Baskonia Vitoria-Gasteiz est reporté entre les 27e et 28e journées en raison de mesures locales de quarantaine imposée à certains joueurs de Baskonia[12] ;
  - Crvena Zevzda mts Belgrade - Fenerbahçe Beko Istanbul est reporté entre les 27e et 28e journées pour plusieurs cas de coronavirus au sein de l'Etoile Rouge[13] ;
  - CSKA Moscou - FC Barcelona est reporté une première fois entre les 27e et 28e journées pour plusieurs cas de coronavirus à Barcelone[14], puis une seconde en raison du conflit entre l'Ukraine et la Russie[15] ;
  - ALBA Berlin - Panathinaikos OPAP Athens est reporté pour plusieurs cas de coronavirus au Panathinaikos ;
  - Anadolu Efes Istanbul - FC Bayern Munich est reporté entre les 32e et 33e journées pour plusieurs cas de coronavirus au sein de l'Anadolou Efes ;
  - Žalgiris Kaunas - Olympiacos Le Pirée est reporté entre les 29e et 30e journées pour plusieurs cas de coronavirus au sein de l'Olympiacos ;
  - AX Armani Exchange Milan - Zenith Saint-Pétersbourg est reporté pour plusieurs cas de coronavirus au Zenit[16].
4. ↑  Plusieurs rencontres de la 20e journée ont été reportées[1],[17] :
  - Zénith Saint-Pétersbourg - LDLC ASVEL Villeurbanne est reporté entre les 27e et 28e journées pour plusieurs cas de coronavirus au Zenit[18] ;
  - AS Monaco - UNICS Kazan est reporté entre les 26e et 27e journées pour plusieurs cas de coronavirus au sein de l'UNICS Kazan[19] ;
  - Étoile rouge de Belgrade - Real Madrid est reporté entre les 28e et 29e journées pour plusieurs cas de coronavirus au sein de l'Etoile Rouge[20] ;
  - Bitci Baskonia Vitoria-Gasteiz - Anadolu Efes Istanbul est reporté entre les 28e et 29e journées pour plusieurs cas de coronavirus au sein de Baskonia[21] ;
  - Maccabi Playtika Tel Aviv - ALBA Berlin est reporté entre les 22e et 23e journées pour plusieurs cas de coronavirus à Berlin[22].
5. ↑  Plusieurs rencontres de la 21e journée ont été reportées[1],[23] :
  - Žalgiris Kaunas - Étoile rouge de Belgrade est reporté entre les 33e et 34e journées pour plusieurs cas de coronavirus à l'Etoile Rouge[24] ;
  - AX Armani Exchange Milan - UNICS Kazan est reporté entre les 27e et 28e journées pour plusieurs cas de coronavirus au sein de l'UNICS Kazan[25] ;
  - Olympiacos Le Pirée - Zénith Saint-Pétersbourg est reporté entre les 28e et 29e journées pour plusieurs cas de coronavirus au Zenit[26] ;
  - Fenerbahçe Beko Istanbul - ALBA Berlin est reporté pour plusieurs cas de coronavirus à Berlin[27] ;
  - Panathinaikos OPAP Athens - Maccabi Playtika Tel Aviv est reporté entre les 32e et 33e journées pour plusieurs cas de coronavirus au Maccabi[28].
6. ↑  Une rencontre de la 23e journée a été reportée :
  - Maccabi Playtika Tel Aviv - Fenerbahçe Beko Istanbul est reporté entre les 25e et 26e journées pour plusieurs cas de coronavirus au Fenerbahçe[29].
7. ↑  Une rencontre de la 26e journée a été reportée :
  - Fenerbahçe Beko Istanbul - FC Bayern Munich est reporté entre les 29e et 30e journées pour plusieurs cas de coronavirus au Bayern Munich[30].
8. ↑  Deux rencontres de la 27e journée ont été reportées[15] :
  - FC Bayern Munich - CSKA Moscou, Zénith Saint-Pétersbourg - FC Barcelona et Bitci Baskonia Vitoria-Gasteiz - UNICS Kazan sont reportés en raison du conflit entre l'Ukraine et la Russie.
9. ↑  L'ECA décide de suspendre la participation des clubs russes à partir de cette journée en attendant une évolution favorable du conflit entre l'Ukraine et la Russie[31].
10. ↑  L'ECA décide d'exclure définitivement les clubs russes du classement de cette saison en raison de l'absence d'évolution du conflit en Ukraine. Toutes les rencontres contre les équipes russes sont annulées[32].

### Matches de la saison régulière
Certains matchs n'ont malheureusement pas pu être disputé (en noir) à cause de la guerre russo-ukrainienne.
| Résultats (dom.\ext.)                                              | ALB   | BAY   | RMA   | BAR   | BAS   | MON    | ASV   | OLY   | PAN    | MAC    | MIL   | ŽAL   | KAZ     | CSK    | ZEN   | BEL    | FEN   | AEF    |
| ALBA Berlin                                                        |       | 69-82 | 74-89 | 79-95 | 76-80 | 92-84  | 67-71 | 90-75 | 87-78  | 91-86  | 81-76 | 82-74 | 81-53   | 90-93  | 76-67 | 74-70  | 84-70 | 63-90  |
| Bayern Munich                                                      | 62-56 |       | 76-80 | 72-80 | 76-81 | 78-83  | 73-65 | 62-72 | 81-78  | 69-87  | 83-77 | 74-65 | N-D     | N-D    | N-D   | 82-57  | 71-63 | 83-71  |
| Real Madrid                                                        | 87-64 | 88-97 |       | 68-86 | 89-74 | 94-86  | 70-58 | 75-67 | 88-65  | 72-70  | 92-88 | 95-82 | 85-68   | 71-65  | 85-64 | 79-67  | 70-69 | 82-69  |
| FC Barcelone                                                       | 96-64 | 71-66 | 93-80 |       | 93-67 | 88-83  | 84-71 | 79-78 | 86-60  | 80-104 | 73-75 | 96-73 | 111-109 | 81-73  | 84-58 | 82-70  | 88-67 | 82-77  |
| Baskonia Vitoria-Gasteiz                                           | 85-68 | 77-84 | 60-88 | 94-75 |       | 78-66  | 91-66 | 62-72 | 81-79  | 69-87  | 64-78 | 96-79 | N-D     | 74-80  | 82-90 | 93-74  | 77-62 | 87-74  |
| AS Monaco                                                          | 91-74 | 94-71 | 84-90 | 81-85 | 78-68 |        | 84-85 | 92-72 | 75-63  | 82-76  | 65-71 | 82-83 | 79-76   | 97-80  | 74-85 | 70-62  | 92-78 | 102-80 |
| LDLC ASVEL Villeurbanne                                            | 80-82 | 68-77 | 74-87 | 60-80 | 69-72 | 75-100 |       | 80-94 | 63-76  | 85-93  | 80-81 | 88-76 | 85-82   | 70-68  | 61-71 | 69-67  | 84-82 | 75-73  |
| Olympiakós Le Pirée                                                | 87-83 | 83-60 | 74-68 | 73-66 | 75-50 | 86-65  | 89-54 |       | 101-73 | 90-73  | 67-58 | 83-68 | N-D     | N-D    | N-D   | 72-76  | 67-65 | 87-85  |
| Panathinaïkos OPAP Athènes                                         | 82-67 | 80-67 | 87-86 | 82-85 | 75-63 | 83-91  | 70-84 | 65-84 |        | 83-95  | 75-76 | 83-96 | 72-74   | 74-98  | 70-64 | 79-73  | 91-87 | 95-69  |
| Maccabi Fox Tel-Aviv                                               | 87-78 | 69-68 | 75-74 | 85-68 | 94-93 | 95-84  | 94-73 | 84-69 | 77-73  |        | 75-58 | 76-62 | 74-85   | 74-85  | 84-75 | 63-75  | 85-76 | 78-92  |
| AX Armani Exchange Milan                                           | 84-76 | 84-77 | 73-75 | 75-70 | 89-78 | 63-72  | 73-72 | 72-93 | 75-54  | 83-72  |       | 65-58 | N-D     | 84-74  | N-D   | 79-62  | 60-71 | 75-71  |
| Žalgiris Kaunas                                                    | 71-79 | 73-75 | 68-47 | 91-84 | 72-68 | 98-107 | 68-72 | 73-84 | 79-69  | 78-94  | 70-74 |       | 67-76   | 51-73  | 64-70 | 103-98 | 86-75 | 71-85  |
| UNICS Kazan                                                        | 85-71 | 73-70 | 65-58 | 70-64 | 83-69 | 80-88  | N-D   | 84-87 | N-D    | N-D    | 97-71 | 66-53 |         | 75-86  | 69-70 | 77-84  | N-D   | 75-67  |
| CSKA Moscou                                                        | 91-72 | 77-74 | N-D   | N-D   | N-D   | N-D    | 90-83 | 88-82 | 97-77  | 74-73  | 57-67 | N-D   | 67-88   |        | 77-67 | 78-76  | 82-91 | 97-99  |
| Zénith Saint-Pétersbourg                                           | 75-66 | 79-71 | 68-75 | N-D   | 83-54 | 77-86  | N-D   | 84-78 | N-D    | 73-71  | 74-70 | N-D   | N-D     | N-D    |       | N-D    | 80-86 | 76-67  |
| Étoile rouge de Belgrade                                           | 63-78 | 81-78 | 65-62 | 69-76 | 86-83 | 80-91  | 73-67 | 81-76 | 81-48  | 84-77  | 57-63 | 73-61 | 78-98   | N-D    | 76-80 |        | 74-69 | 93-85  |
| Fenerbahçe Beko Istanbul                                           | 57-66 | 81-76 | 66-51 | 74-76 | 75-53 | 96-86  | 85-76 | 94-80 | 59-62  | 90-79  | 43-68 | 73-67 | 80-41   | N-D    | N-D   | 61-57  |       | 84-89  |
| Anadolu Efes Istanbul                                              | 87-77 | 81-76 | 93-90 | 93-95 | 87-72 | 98-77  | 78-72 | 88-69 | 82-81  | 109-77 | 77-83 | 94-60 | 71-68   | 96-100 | 79-90 | 84-83  | 84-79 |        |
| - Victoire à domicile - Victoire à l'extérieur - Match non disputé |       |       |       |       |       |        |       |       |        |        |       |       |         |        |       |        |       |        |

## Playoffs
Les quarts-de-finale se jouent au meilleur des cinq matchs. Les deux premières rencontres (et éventuellement la cinquième) ont lieu sur le terrain de l'équipe la mieux classée lors de la saison régulière. Les quatre équipes qualifiées disputent le Final Four. 
|  | Quarts de finale              | Quarts de finale          | Quarts de finale | Quarts de finale | Quarts de finale | Quarts de finale       |                        |                         | Demi-finales           | Demi-finales           |    |                 | Finale                  | Finale |
|  |                               |                           |                  |                  |                  |                        |                        |                         |                        |                        |    |                 |                         |        |
|  | [1] FC Barcelone              | 77                        | 75               | 75               | 52               | 81                     |                        |                         |                        |                        |    |                 |                         |        |
|  | [8] Bayern Munich             | 67                        | 90               | 66               | 59               | 72                     |                        |                         |                        |                        |    |                 |                         |        |
|  | [8] Bayern Munich             | 67                        | 90               | 66               | 59               | 72                     |                        | [1] FC Barcelone        | 83                     |                        |    |                 |                         |        |
|  |                               |                           |                  |                  |                  |                        |                        | [1] FC Barcelone        | 83                     |                        |    |                 |                         |        |
|  |                               | [4] Real Madrid           | 86               |                  |                  |                        |                        |                         |                        |                        |    |                 |                         |        |
|  | [4] Real Madrid               | [4] Real Madrid           | 86               | 84               | 95               | 87                     | –                      | –                       |                        |                        |    |                 |                         |        |
|  | [4] Real Madrid               |                           |                  | 84               | 95               | 87                     | –                      | –                       |                        |                        |    |                 |                         |        |
|  | [5] Maccabi Playtika Tel-Aviv | 74                        | 66               | 76               | –                | –                      |                        |                         |                        |                        |    |                 |                         |        |
|  |                               |                           |                  |                  |                  |                        |                        |                         |                        |                        |    | [4] Real Madrid | 57                      |        |
|  |                               | [6] Anadolu Efes Istanbul | 58               |                  |                  |                        |                        |                         |                        |                        |    |                 |                         |        |
|  | [2] Olympiakós Le Pirée       | 71                        | 72               | 87               | 77               | 94                     |                        |                         |                        |                        |    |                 |                         |        |
|  | [7] AS Monaco                 | 54                        | 96               | 83               | 78               | 88                     |                        |                         |                        |                        |    |                 |                         |        |
|  | [7] AS Monaco                 | 54                        | 96               | 83               | 78               | 88                     |                        | [2] Olympiakós Le Pirée | 74                     |                        |    |                 |                         |        |
|  |                               |                           |                  |                  |                  |                        |                        | [2] Olympiakós Le Pirée | 74                     |                        |    |                 |                         |        |
|  |                               | [6] Anadolu Efes Istanbul | 77               |                  |                  | Match pour la 3e place | Match pour la 3e place | Match pour la 3e place  | Match pour la 3e place | Match pour la 3e place |    |                 |                         |        |
|  | [3] AX Armani Exchange Milan0 | [6] Anadolu Efes Istanbul | 77               | 48               | 73               | Match pour la 3e place | Match pour la 3e place | Match pour la 3e place  | Match pour la 3e place | Match pour la 3e place | 65 | 70              | –                       |        |
|  | [3] AX Armani Exchange Milan0 |                           |                  | 48               | 73               |                        |                        |                         |                        |                        | 65 | 70              | –                       |        |
|  | [6] Anadolu Efes Istanbul     | 64                        | 66               | 77               | 75               | –                      |                        |                         |                        |                        |    |                 | [1] FC Barcelone        | 84     |
|  |                               |                           |                  |                  |                  |                        |                        |                         |                        |                        |    |                 | [2] Olympiakós Le Pirée | 74     |

## Récompenses

### Récompenses de la saison
- Meilleur joueur[33] :  Nikola Mirotić ( FC Barcelone)
- MVP du Final Four[34] :  Vasilije Micić ( Anadolu Efes Istanbul)
- Meilleur marqueur (trophée Alphonso Ford)[35] :  Vasilije Micić ( Anadolu Efes Istanbul)
- Meilleur jeune joueur (joueur de moins de 22 ans)[36] :  Rokas Jokubaitis ( FC Barcelone)
- Meilleur défenseur[37] :  Kyle Hines ( AX Armani Exchange Milan)
- Meilleur entraîneur[38] :  Geórgios Bartzókas ( Olympiakós Le Pirée)
- Premier et deuxième cinq majeurs :

| Meilleur cinq majeur d'Euroligue | Meilleur cinq majeur d'Euroligue | Meilleur cinq majeur d'Euroligue | Deuxième cinq majeur d'Euroligue | Deuxième cinq majeur d'Euroligue | Deuxième cinq majeur d'Euroligue |
| Position                         | Joueur                           | Équipe                           | Position                         | Joueur                           | Équipe                           |
| -------------------------------- | -------------------------------- | -------------------------------- | -------------------------------- | -------------------------------- | -------------------------------- |
| Meneur                           | Mike James                       | AS Monaco                        | Meneur                           | Konstantínos Sloúkas             | Olympiakós Le Pirée              |
| Arrière                          | Shane Larkin                     | Anadolu Efes Istanbul            | Arrière                          | Vasilije Micić                   | Anadolu Efes Istanbul            |
| Ailier                           | Nikola Mirotić                   | FC Barcelone                     | Ailier                           | Shavon Shields                   | AX Armani Exchange Milan         |
| Ailier fort                      | Walter Tavares                   | Real Madrid                      | Ailier fort                      | Vladimir Lučić                   | Bayern Munich                    |
| Pivot                            | Sacha Vezenkov                   | Olympiakós Le Pirée              | Pivot                            | Yórgos Papayiánnis               | Panathinaïkos OPAP Athènes       |

### Trophées mensuels
| Mois     | Joueur                   | Équipe                      |
| -------- | ------------------------ | --------------------------- |
| Octobre  | Nikola Mirotić (1/2)     | FC Barcelone (1/2)          |
| Novembre | Walter Tavares (1/1)     | Real Madrid (1/2)           |
| Décembre | Nikola Mirotić (2/2)     | FC Barcelone (2/2)          |
| Janvier  | Guerschon Yabusele (1/1) | Real Madrid (2/2)           |
| Février  | Sacha Vezenkov (1/1)     | Olympiakós Le Pirée (1/1)   |
| Mars     | Mike James (1/1)         | AS Monaco (1/1)             |
| Avril    | Shane Larkin (1/1)       | Anadolu Efes Istanbul (1/1) |

### Trophées hebdomadaires

#### MVP par journée
| Journée | Joueur                                                | Équipe                                                | Évaluation                                            |
| ------- | ----------------------------------------------------- | ----------------------------------------------------- | ----------------------------------------------------- |
| 1       | Scottie Wilbekin (1/2)                                | Maccabi Tel-Aviv (1/4)                                | 32                                                    |
| 2       | Tornike Shengelia (1/2)                               | CSKA Moscou (1/7)                                     | 29                                                    |
| 3       | Tornike Shengelia (2/2)                               | CSKA Moscou (2/7)                                     | 37                                                    |
| 4       | Brandon Davies (1/2)                                  | FC Barcelone (1/8)                                    | 38                                                    |
| 5       | Will Clyburn (1/1)                                    | CSKA Moscou (3/7)                                     | 32                                                    |
| 6       | Daryl Macon (1/1)                                     | Panathinaïkos OPAP Athènes (1/3)                      | 38                                                    |
| 7       | Élie Okobo (1/1)                                      | LDLC ASVEL Villeurbanne (1/3)                         | 37                                                    |
| 8       | Chris Jones (1/1)                                     | LDLC ASVEL Villeurbanne (2/3)                         | 27                                                    |
| 9       | Nikola Mirotić (1/3)                                  | FC Barcelone (2/8)                                    | 37                                                    |
| 10      | Scottie Wilbekin (2/2)                                | Maccabi Tel-Aviv (2/4)                                | 37                                                    |
| 11      | Lorenzo Brown (1/1)                                   | UNICS Kazan (1/1)                                     | 31                                                    |
| 12      | William Howard (1/1)                                  | LDLC ASVEL Villeurbanne (3/3)                         | 33                                                    |
| 13      | Sacha Vezenkov (1/2)                                  | Olympiakós Le Pirée (1/2)                             | 36                                                    |
| 14      | Nikola Mirotić (2/3)                                  | FC Barcelone (3/8)                                    | 39                                                    |
| 15      | Mike James (1/1)                                      | AS Monaco (1/1)                                       | 31                                                    |
| 15      | Vasilije Micić (1/3)                                  | Anadolu Efes Istanbul (1/6)                           | 31                                                    |
| 16      | Shane Larkin (1/2)                                    | Anadolu Efes Istanbul (2/6)                           | 37                                                    |
| 17      | Wade Baldwin IV (1/2)                                 | Bitci Baskonia Vitoria-Gasteiz (1/2)                  | 33                                                    |
| 18      | Billy Baron (1/1)                                     | Zénith Saint-Pétersbourg (1/1)                        | 30                                                    |
| 19      | Journée entièrement reportée, récompense non décernée | Journée entièrement reportée, récompense non décernée | Journée entièrement reportée, récompense non décernée |
| 20      | Daniel Hackett (1/2)                                  | CSKA Moscou (4/7)                                     | 26                                                    |
| 21      | Daniel Hackett (2/2)                                  | CSKA Moscou (5/7)                                     | 38                                                    |
| 22      | Ante Žižić (1/1)                                      | Maccabi Tel-Aviv (3/4)                                | 33                                                    |
| 23      | Nikola Milutinov (1/2)                                | CSKA Moscou (6/7)                                     | 28                                                    |
| 24      | James Nunnally (1/1)                                  | Maccabi Tel-Aviv (4/4)                                | 38                                                    |
| 25      | Nikola Milutinov (2/2)                                | CSKA Moscou (7/7)                                     | 36                                                    |
| 26      | Nicolás Laprovíttola (1/2)                            | FC Barcelone (4/8)                                    | 27                                                    |
| 27      | Vasilije Micić (2/3)                                  | Anadolu Efes Istanbul (3/6)                           | 30                                                    |
| 28      | Dante Exum (1/1)                                      | FC Barcelone (5/8)                                    | 31                                                    |
| 29      | Maodo Lô (1/1)                                        | ALBA Berlin (1/1)                                     | 34                                                    |
| 30      | Wade Baldwin IV (2/2)                                 | Bitci Baskonia Vitoria-Gasteiz (2/2)                  | 29                                                    |
| 31      | Vasilije Micić (3/3)                                  | Anadolu Efes Istanbul (4/6)                           | 29                                                    |
| 31      | Howard Sant-Roos (1/1)                                | Panathinaïkos OPAP Athènes (2/3)                      | 29                                                    |
| 32      | Sacha Vezenkov (2/2)                                  | Olympiakós Le Pirée (2/2)                             | 26                                                    |
| 33      | Shane Larkin (2/2)                                    | Anadolu Efes Istanbul (5/6)                           | 35                                                    |
| 34      | Yórgos Papayiánnis (1/1)                              | Panathinaïkos OPAP Athènes (3/3)                      | 31                                                    |

#### MVP par match desplayoffs
| Journée               | Joueur                     | Équipe                      | Évaluation |
| --------------------- | -------------------------- | --------------------------- | ---------- |
| 1/4 de finale Match 1 | Brandon Davies (2/2)       | FC Barcelone (6/8)          | 24         |
| 1/4 de finale Match 2 | Vincent Poirier (1/1)      | Real Madrid (1/1)           | 31         |
| 1/4 de finale Match 3 | Nikola Mirotić (3/3)       | FC Barcelone (7/8)          | 31         |
| 1/4 de finale Match 4 | Tibor Pleiss (1/1)         | Anadolu Efes Istanbul (6/6) | 37         |
| 1/4 de finale Match 5 | Nicolás Laprovíttola (2/2) | FC Barcelone (8/8)          | 30         |